# 新里宏二
新里 宏二（にいさと こうじ、1952年〈昭和27年〉4月15日 - ）は、日本の弁護士、社会運動家。多重債務問題、消費者金融問題の専門家。

## 経歴
岩手県盛岡市出身。仙台弁護士会に所属し、仙台弁護士会会長（2010年 - 2011年度）、日本弁護士連合会副会長（2011年 - 2012年度）、日弁連多重債務対策本部事務局長、多重債務問題検討WT座長などを歴任。
現在は優生保護法被害全国弁護団共同代表、全国クレサラ・生活再建問題対策協議会代表幹事、一般社団法人パーソナルサポートセンター代表理事などを務める。

## 著書

### 単著
- 『社会を変えてきた弁護士の挑戦〜不可能を可能にした闘い』民事法研究会、2022年8月。ISBN 9784865565195。[3]

### 共著
- 『武富士の闇を暴く』同時代社、2003年4月。ISBN 4886834981。
- 『多重債務被害救済の実務』勁草書房、2009年12月。ISBN 9784326498925。
- 日弁連上限金利引き下げ実現本部 編『Q&A改正貸金業法・出資法・利息制限法 解説』三省堂、2007年8月。ISBN 9784385322889。